# 호커 허리케인
호커 허리케인(Hawker Hurricane)은 영국 공군(RAF)을 위해 호커 에어크래프트가 설계, 제작한 영국의 1인용 전투기이다. 스피트파이어에 가려져 빛을 잘 보지 못했으나 이 항공기는 영국 본토 항공전 동안 RAF의 전쟁 승리 가운데 60%를 차지할만큼 명성을 떨쳤다. 
허리케인은 1930년대 초 영국 공군 관계자들과 항공기 디자이너 시드니 캠 경(Sydney Camm) 사이에 호커 퓨리(Hawker Fury) 복면 파생 모델에 대한 논의에서 비롯되었다. 복면에 대한 제도적 선호와 항공부의 관심 부족에도 불구하고, 호커는 개폐식 착륙 장치와 더 강력한 롤스로이스 멀린(Rolls-Royce Merlin) 엔진을 포함하여 전시 전투기에 중요해진 몇 가지 혁신을 통합하여 단면 제안을 개선했다. 항공사는 1934년 말 호커의 인터셉터 모노플레인을 주문했고, 1935년 11월 6일 허리케인 K5083 원형이 최초 비행을 수행했다.
허리케인은 1936년 6월에 항공부를 위해 생산에 들어갔고 1937년 12월에 비행대대에 배치했다. 비행대가 외부 지원 없이 많은 주요 수리를 수행할 수 있도록 기존의 건설 방법을 사용함으로써 그것의 제조와 유지보수가 완화되었다. 그 비행기는 제 2차 세계 대전이 발발하기 전에 빠르게 조달되었다. 1939년 9월, 영국 공군은 18개의 허리케인이 장착된 비행대를 운용했다. 그것은 다수의 항공작전에서 메서슈미트 Bf 109와 함께 도그파이팅을 하는 것을 포함하여, 루프트바페에 의해 운용되는 독일 항공기로부터 방어하는데 의존되었다.
허리케인은 전투기뿐만 아니라 폭격기-요격기, 전투기-폭격기, 지상 지원 항공기 등 여러 가지 버전을 통해 개발되었다. 씨 허리케인으로 알려진 영국 해군용 버전은 항공모함에서 작동할 수 있도록 수정되었다. 일부는 캐터필드로 발사된 호송대로 개조되었다. 1944년 7월 생산이 끝날 때까지 14,487대가 영국과 캐나다에서 완성되었으며 다른 것들은 벨기에와 유고슬라비아에서 제작되었다.

## 개발과정

### 배경
1934년 영국 항공사령부는 새로운 세대의 전투기에 대한 영국 공군의 요구에 따라 사양 F.5/34를 발표했다. 앞서 1933년 영국 항공기 디자이너 시드니 캠은 기술개발국 존 뷰캐넌 소령과 기존의 Fury에 기반한 단일 비행기에서 논의를 진행했다. 메이슨은 캠이 랄프 솔리 비행대장과 같은 RAF 내 인사들과 논의한 것이 사양과 항공기 코 대신 날개 내에 무기가 설치되는 것을 선호하는 등 세부 사항을 자극한 것으로 보고 있다.
1934년 7월, 아서 테더 공군 제독(훈련국장)이 주재한 회의에서, 공군 과학 장교인 F.W. "거너" 힐 대위는 미래의 전투기들은 분당 1,000발을 발사할 수 있는 기관총 8발 이상을 휴대해야 한다는 자신의 계산을 제시했다. 힐의 계산 보조자는 그의 13살 된 딸 헤이즐 힐이었다. 8발의 기관총을 전투기에 배치하기로 한 결정에 대해, 당시 군비 연구 개발 부국장이었던 클로드 힐튼 키스는, "전투는 활발했고, 시행 권한이 주어지기 전까지 매우 높은 단계로 진행되었다. 우리 지부는 8발의 전투기에 대해 건전한 사례를 제시했고, 만약 이 제안이 받아들여지지 않았고, 우리가 반쪽짜리 조치로 만족했다면, 1940년 늦여름 동안 정말로 우리에게 병이 났을 수도 있다." 회의에 참석한 사람은 공군 작전요구사항부의 랄프 솔리 비행대장이었고, 그 결정에 중요한 역할을 했다. 1934년 11월, 공군은 F.5/34 사양을 발표했는데, 이 사양은 새로운 전투기가 총 8발로 무장할 것을 요구했다. 그러나, 이 시기에는 계획된 4발의 설치를 즉시 수정하기에는 작업이 너무 많이 진행되었다. 1935년 1월, 목재 모형 제작이 완료되었고, 세부적인 변경을 위한 몇 가지 제안이 있었지만, 시제품 제작이 승인되었으며, 설계에 대한 새로운 사양(F.36/34)이 작성되었다. 1935년 7월, 이 사양은 8발의 기관총을 설치하는 것으로 수정되었다.

### 프로토타입 및 시험비행
1935년 8월 말, 호커의 킹스턴 어폰 템스 시설에서 기체 작업이 완료되었고, 항공기 부품들은 호커 사가 조립 창고를 가지고 있는 서리주의 브룩랜즈로 운송되었다. 1935년 10월 23일, 원형은 완전히 재조립되었다. 지상 시험과 택시 시험이 그 후 2주에 걸쳐 진행되었다. 1935년 11월 6일, K5083 원형은 호커의 수석 시험 조종사인 조지 불먼 중위의 손에 의해 처음으로 공중에 띄었다. 불먼은 후속 비행 시험에서 두 명의 다른 조종사의 도움을 받았다. 필립 루카스는 실험적인 시험 비행의 일부를 비행했고, 존 힌드마시는 회사의 생산 비행 시험을 진행했다. 완성된 원형은 최종 다총 날개 무장을 수락하기 전에 항공기의 무장을 나타내기 위해 밸러스트를 장착했다.
1936년 3월, 시제품은 비행 봉투의 주요 부분을 모두 덮으며 10시간의 비행을 마쳤다. 초기 테스트는 멀린 엔진의 시험 상태에 비추어 상당히 잘 진행되었는데, 당시에는 아직 완전한 비행 인증을 획득하지 못했기 때문에 엔진 사용에 심각한 제한이 가해졌다. 1936년 초, 시제품은 서퍽의 마틀샴 히스로 옮겨져 D.F. 앤더슨 편대장의 지휘 하에 초기 서비스 시험에 참가했다. 훗날 엠파이어 테스트 파일럿 학교의 설립 지휘관이 된 새미 워스는 허리케인의 영국 공군 테스트 파일럿으로 호의적이었고, "비행기는 간단하고 비행하기 쉬우며 명백한 결함이 없다."라고 말하면서, 그의 보고서는 호의적이었고, 통제 반응을 칭찬하기 시작했다.
RAF 시험 과정에서, 수많은 실패를 겪고 몇 번의 변경을 필요로 했던 멀린 엔진의 문제에도 불구하고, 그 항공기와 그것의 성능에 대한 열광적인 보고서들이 만들어졌다. 시험들은 그 항공기가 16,200 피트 (4,900 m)의 고도에서 315 mph (507 km/h)의 최고 속도를 가지고 5.7 분만에 15,000 피트 (4,600 m)까지 상승하고, 플랩들을 사용하여 마지막으로 달성된 57 mph (92 km/h)의 정지 속도 (Gladiator biplane보다 약간 높음)를 가지고 있다는 것을 증명했다.
추가 테스트 과정에서, 허리케인은 방향타 차폐로 인해 모든 방향타 권한을 잃을 수 있는 열악한 회전 복구 특성을 가지고 있다는 것이 밝혀졌다.
이 문제에 대한 호커의 답변은 회전 테스트를 포기할 것을 요청하는 것이었지만, 항공사령부는 이 요청을 거부했다. 이 문제는 영국항공기국(RAE)에 의해 해결되었는데, 그는 공기역학 문제가 하부 동체 위의 공기 흐름의 파괴로 인해 발생했으며, 작은 복부 교환과 방향타 바닥의 확장을 추가함으로써 해결될 수 있다고 밝혔다. 이 발견은 변경 사항을 첫 번째 생산 항공기에 포함시키기에는 너무 늦었지만, 61번째 제작된 항공기와 모든 후속 항공기에 도입되었다.
1936년 초, 호커 이사회는 공식적인 승인 없이 회사 비용으로 설계도면 문제를 생산 설계 사무소에 제출하고 1,000개의 허리케인을 대량으로 생산할 수 있는 생산 라인에 대한 툴업을 시작하기로 결정했다.

### 양산
1936년 6월, 항공사령부는 600대의 항공기를 처음으로 주문했다. 1936년 6월 26일, 항공사령부는 호커 사가 제안한 "허리케인"의 형식명을 승인했고, 그 다음 달 에드워드 8세 국왕이 마틀샴 히스를 공식 방문했을 때 비공식적인 명명식이 열렸다.
영국제 바퀴가 달린 수작업으로 제작한 스피트파이어의 경우 15,200인시(man-hour)이었던 것에 비해, 슈퍼마린 스피트파이어보다 훨씬 저렴하고 기체당 10,300인시(man-hour)가 소요되었다. 전쟁이 일어날 것 같고, 시간이 효과적인 전투기를 RAF에 제공하는 데 본질적이었기 때문에, 당국은 허리케인이 잘 입증된 제작 기술을 사용한 반면, 더 발전된 스피파이어에는 문제가 있을 것으로 예상했다. 서비스 중대도 허리케인과 구조적으로 유사한 항공기를 유지 관리하는 데 이미 경험이 있었다. 처음에는 생산을 가속화하기 위해 직물로 덮인 날개를 채택했고, 1939년 말에는 더 고성능의 스트레스 가죽 금속 날개를 도입했다.
1937년 10월 12일, 필립 루카스 비행 중위가 비행하고 멀린 II 엔진으로 작동하는 최초의 제작 허리케인 I이 처음 비행했다. 1936년 6월 2일, 600개의 허리케인에 대한 계약이 접수되었지만, 1936년 12월 멀린 I을 개량된 멀린 II로 대체하기로 한 결정으로 인해 배송이 약 6개월 지연되었고, 이로 인해 많은 세부 사항이 변경되었다.
전체적으로, 약 14,487대의 허리케인과 씨 허리케인이 영국과 캐나다에서 생산되었다. 대부분의 허리케인들중 9,986대는 호커 사(1937년 12월부터 1942년 10월까지 브루클랜드에서, 1939년 10월부터 1944년 7월까지 랭글리에서)에 의해 생산되었고, 호커의 자매 회사인 글로스터 에어크래프트 컴퍼니는 2,750대를 생산했다. 오스틴 에어로 컴퍼니는 300대의 허리케인을 완성했다. 캐나다 자동차와 파운드리는 1,451대의 허리케인을 생산했다. 그러나 영국으로 운송된 것들은 종종 불완전한 기체였고, 약 80%는 엔진 없이 운송되었다.

## 실전

### 태평양 전쟁
일본과의 전쟁이 발발한 후, 이라크로 향하던 51대의 허리케인 Mk.IIB가 싱가포르로 향했다. 10대는 상자 안에 들어 있었고, 나머지 1대는 부분적으로 분해되어 있었고, 극동으로 이송되었던 24명의 조종사들은 5개의 비행대대의 중핵을 형성했다. 그들은 1942년 1월 13일에 도착했고, 그 무렵 싱가포르에 있는 브루스터 F2A 버펄로로 비행하는 연합군 비행대대는 말레이 전쟁 중에 압도되었다. 일본 제국 소속 육군 항공대의 전투기들, 특히 나카지마 Ki-43 하야부사 전투기는 그 능력과 숫자, 그리고 지휘관들의 전략이 과소평가되어 있었다.
151 정비부대의 노력 덕분에 51대의 허리케인이 조립되어 48시간 이내에 테스트를 받을 수 있었고, 이 중 21대는 3일 이내에 작전 임무를 수행할 수 있었다. 원래 중동지역 항공작전을 위한 허리케인은 코 밑에 부피가 큰 '복스' 먼지 필터가 장착되어 있었고, 8개가 아닌 12개의 기관총으로 무장되어 있었다. 더 효과적인 폭격기 킬러였지만, 추가적인 무게와 항력으로 인해 그들은 천천히 오르고 고도에서 기동하기 힘들었다.
최근에 도착한 조종사들은 232 비행대대와 488 비행대대로 편성되어 브루스터 F2A 버펄로를 비행하며 허리케인으로 개조되었다. 1월 18일, 두 비행대대는 226개의 그룹의 기초를 이루었고, 232 비행대는 1월 22일에 작전을 개시하여 동남아시아에서 허리케인의 첫 패배와 승리를 맛봤다. 1월 27일과 30일 사이에 또 다른 48대의 허리케인 Mk.IIB가 항공모함 HMS Indomable과 함께 도착하여 코드네임 P1과 P2로 명명된 네덜란드 동인도 수마트라 팔렘방 근처의 비행장으로 비행했다.
허리케인은 1942년 1월 20일 아침, 232 비행대대의 12대의 항공기가 전투기의 호위를 받으며 80여 대의 폭격기가 혼합된 IJN과 IJAAF 포메이션을 요격하면서 처음으로 행동을 보였는데, 이는 싱가포르에 대한 가장 무거운 공습이었다. 8대가 격추되었고 3개의 가능성이 있다고 주장되었지만, 3개의 허리케인이 비행대장 레슬리 니니안 랜들을 포함한 2명의 조종사와 함께 사라졌다.
불충분한 조기 경보 시스템(최초의 영국 레이더 기지는 2월 말경에서야 작동하게 됨) 때문에, 일본의 공습은 수마트라 땅에 있는 30대의 허리케인을 파괴할 수 있었고, 그 중 대부분은 2월 7일 한 번의 공습으로 파괴할 수 있었다. 일본의 싱가포르 상륙 후, 2월 10일, 232대대와 488대대의 잔여 비행대대가 팔렘방으로 철수했다. 일본 낙하산 부대원들은 2월 13일 수마트라 침공을 시작했다. 허리케인은 2월 14일 6척의 일본 수송선을 파괴했지만 그 과정에서 7대의 항공기를 잃었다. 2월 18일, 남아있는 연합군의 항공기와 항공 승무원들은 자바로 이동했으며, 원래 99대의 허리케인 중 18대만 사용 가능했다. 그 달, 12대의 허리케인 Mk.IIB Trops가 자바의 네덜란드군에 공급되었다. 먼지 필터가 제거되고 날개에 연료와 탄약 부하가 절반으로 줄어들면서, 이들은 그들이 싸웠던 오스카상과 함께 차례로 머물 수 있었다. 자바가 침공을 받은 후, 뉴질랜드 조종사들 중 일부는 바다로 호주로 대피했다.
1942년 4월, 나구모 주이치 제독이 지휘하는 일본 제국 해군 제1항공함대가 인도양으로 출격했을 때, 실론에 배치된 영국 공군 허리케인은 1942년 4월 5일 콜롬보와 4월 9일 트린코말리 항구를 공격하는 일본 해군의 폭격작전에 대응했다.
1942년 4월 5일, 진주만 공격을 이끌었던 일본 제국 해군의 후치다 미쓰오 대위는 36대의 미쓰비시 A6M 제로 전투기의 호위를 받으며 53대의 나카지마 B5N 뇌격기와 38대의 아이치 D3A 급강하 폭격기로 콜롬보에 대한 공격을 이끌었다. 그들은 30대대와 258대대로 구성된 35대의 허리케인 I와 IIB, 그리고 803대대의 6대의 페어리 풀머와 806대대의 함대 항공대에 의해 대항했다. 허리케인은 주로 공격하는 폭격기들을 격추하려고 했지만, 호위하는 제로들에 의해 심하게 교전을 벌였다. 총 21대의 허리케인이 격추되었고(이 중 2대는 수리 가능했지만), 공습에 의해 비행 중 놀란 788대대의 해군 항공대 4대와 소드피시 6대가 함께 격추되었다. 영국 공군은 18대의 일본 항공기가 파괴되었고, 1대의 항공기가 파괴되었고, 5대의 항공기가 대공 사격에 의해 파괴되었다고 주장했다. 이것은 7대의 D3A, 5대의 B5N, 3대의 제로가 손상되었고, 1대의 일본 항공기가 파괴되었다고 주장한 것과 비교된다.

## 제원
- 동력: 롤스 로이스 머린 II/III 12기통 수냉식 엔진 (1030마력)
- 최고속도: 시속 528km
- 상승속도: 분당 600m
- 항속거리: 780km
- 무장: 주익 - 브라우닝 7.7mm 기관총 8정 (각 300발)

## 같이 보기
- 야코블레프 Yak-1
- 슈퍼마린 스핏파이어

## 참고 문헌
- Green, William. "Hawker Hurricane." Famous Fighters of the Second World War. London: MacDonald, 1957.